# Hinojosa de San Vicente
Hinojosa de San Vicente ist ein Ort und eine Gemeinde (Municipio) im Nordosten der Provinz Toledo in Spanien mit 380 Einwohnern (Stand: 2024). 

## Lage
Hinojosa de San Vicente liegt etwa 64 Kilometer westnordwestlich von Toledo in einer Höhe von ca. 650 m. 
In Hinojosa de San Vicente herrscht ein kontinentales Klima mit extremen Temperaturen und starken Amplituden. Die Niederschläge (555 mm/Jahr) sind sehr unregelmäßig und selten, meist im Herbst und Frühling konzentriert.

## Bevölkerungsentwicklung
| Jahr      | 1970 | 1981 | 1991 | 2001 | 2011 | 2021 |
| Einwohner | 740  | 638  | 510  | 476  | 461  | 411  |

## Sehenswertes

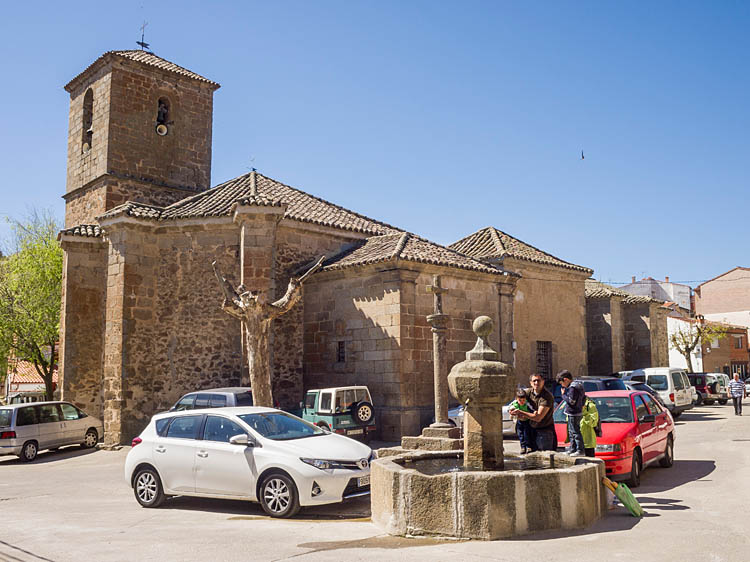
Burganlage von El Piélago
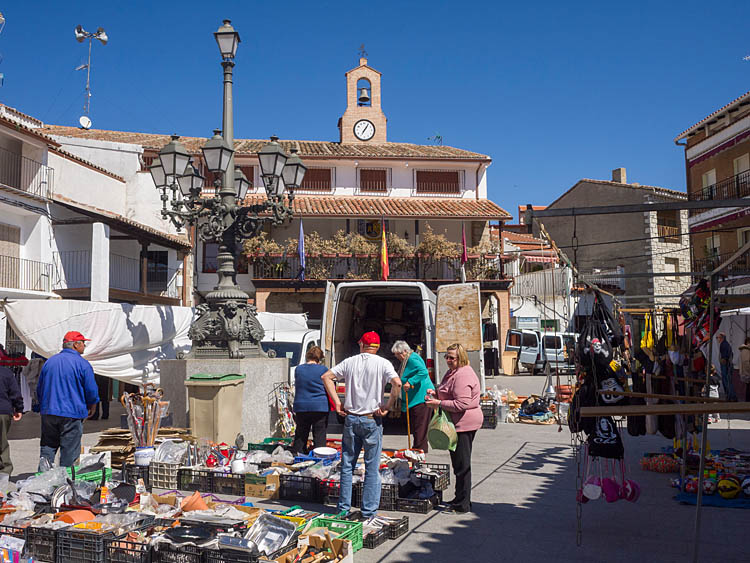
Kirche der Unbefleckten Empfängnis

- Kirche der Unbefleckten Empfängnis
- Rathaus